# 米歇尔·梅朗
米歇尔·梅朗（法語：Michel Meylan，1939年1月27日—2020年7月3日），法国政治人物，前國民議會议员。

## 生平
1939年1月27日生于法国安省费内-伏尔泰。1955年15岁的时候，他组织朋友到加拿大参加童軍大露營活动。40年后，他在法国创建了童军协会，并组织参加在瓜达拉哈拉、马尼拉和华沙举行的会议。
1959年，他参加了阿尔及利亚战争，之后晋升少尉。1988年当选上萨瓦省第三选区國民議會议员，在议会中担任文化、家庭和社会事务委员会委员。1983年至2001年主政博讷维尔期间，他扩大城市商业区规模，并建立了城市就业中心。他还促使博讷维尔与意大利的拉科尼吉、尼日尔的泰拉结为友好城市。
1997年，他在國民議會的一次关于民事互助契約的辩论中发表了颇为争议的声明：“如果这里有酷兒，快给我滚”。
2020年7月3日逝世。